# Synaptola brevicornis
Synaptola brevicornis är en skalbaggsart som beskrevs av Bates 1879. Synaptola brevicornis ingår i släktet Synaptola och familjen långhorningar.
Artens utbredningsområde är:
- Gabon.
- Sierra Leone.

Inga underarter finns listade i Catalogue of Life.